# Івановка (Аургазинський район)
Іва́новка (рос. Ивановка, башк. Ивановка) — присілок у складі Аургазинського району Башкортостану, Росія. Входить до складу Батирівської сільської ради.
Населення — 83 особи (2010; 60 в 2002).
Національний склад:
- чуваші — 91%